# Charles Daniélou
Charles Daniélou (ur. 13 lipca 1878 w Douarnenez, zm. 30 grudnia 1953 w Neuilly-sur-Seine) – francuski polityk, samorządowiec, poeta i powieściopisarz.
Dziennikarz, mer Locronan (1912-1945), deputowany z Finistère (1910-1914 i 1919-1936), minister. Początkowo konserwatysta związany z Fédération républicaine, później należał do Alliance démocratique i Radicaux indépendants. Zbliżył się do Aristide'a Brianda i centrolewicy w 1924. Był ministrem w gabinetach Camille'a Chautemps (1930), Théodore'a Steega (1930-1931), Josepha Paul-Boncoura (1932-1933) oraz Édouarda Daladiera (1933).

## Walka o ochronę zabytków
Daniélou czas dzielił między Locronan i Paryż. Zbliżony do kręgów artystycznych, prowadził działalność na rzecz objęcia ochroną zabytkowych budynków prywatnych. 11 listopada 1911 wygłosił w izbie przemówienie w obronie projektu ustawy o ochronie zabytków. Podawał przykład Locronan gdzie "wszystkie domy pochodzą z XVII wieku, wraz z katedrą stanowią cud sztuki architektonicznej". Sprzeciwiał się wyburzaniu historycznych budynków i wytyczaniu nowych, prostych dróg w zabytkowych miasteczkach, czego domagali się ówcześni automobiliści. Ustawa pozwalająca na objęcie ochroną budowli historycznych, za zgodą ich właścicieli, została przyjęta 31 grudnia 1913.

## Rodzina i pochodzenie
Syn Eugène Daniélou, antyklerykalnego mera Locronan, kupca winnego. Potomek Nicolasa Daniélou, kupca płótna, który osiedlił się w Locronan w 1707. Po ślubie z Madeleine Clamorgan (27 lipca 1904) zbudował siedzibę w Kerguénolé. Daniélou mieli sześcioro dzieci:
- Jean Daniélou, teolog i kardynał (1905-1974);
- Alain Daniélou, indolog i muzykolog (1907-1994);
- Catherine Izard (1909-1992), żona adwokata Georges'a Izarda (1903-1973) i matka producenta telewizyjnego Christophe'a Izarda;
- François Daniélou (1912-1957), ojciec fotograf Sophie Bassouls;
- Louis Daniélou (1912-1942), zginął nad Gibraltarem podczas misji powierzonej mu przez generała de Gaulle'a;
- Marie Hainglaise (1917-1975), zawodniczka reprezentacji narciarskiej Francji.

## Dzieła
- Les Armoricaines (wiersze), A. Fontemoing, 1905
- Des poèmes sous la lampe (wiersze), Eugène Figuière éditeur, 1926
- Les Veillées fabuleuses (powieść), Eugène Figuière éditeur, 1922
- La Chanson des casques (wiersze), Eugène Figuière éditeur, b.d.
- Le Fantôme de Richemer (powieść), Eugène Figuière éditeur, 1925
- Dans l'intimite de marianne, Edition Musy, 1945